# ايفان بيلا
ايفان بيلا (بالسلوفاكية: Ivan Bella)‏ (و. 1964 – م) هو رائد فضاء، وطيار من سلوفاكيا . ولد في برزنو .
ويحمل رتبة عسكرية عقيد .

## ريادة الفضاء
شارك في المهمات الفضائية:
- Soyuz TM-29
- Soyuz TM-28.

## جوائز
حصل على جوائز منها:
- Order of Courage
- Medal "For Merit in Space Exploration".